# Silnice II/345
Silnice II/345 je silnice II. třídy spojující města Golčův Jeníkov, Chotěboř a Ždírec nad Doubravou, kde se kříží se silnicemi I/34 a I/37. Komunikace vychází v Golčově Jeníkově ze silnice I/38, v Chotěboři se dále kříží se silnicemi II/344 a II/346. Délka silnice je 31,164 km.

## Vedení silnice (okres Havlíčkův Brod)
- Golčův Jeníkov: silnice začíná na jižním okraji Golčova Jeníkova, odpojením od silnice I. třídy I/38, nejprve vede asi 750 metrů severním směrem, kde na křižovatce ulic 5. května × Chotěbořská odbočuje na kruhovém objezdu přibližně východním směrem.
- Vilémov: v centru městyse se odpojuje další silnice II. třídy II/340, silnice II/345 se zde otáčí poměrně velkým obloukem a dále pokračuje přibližně jihovýchodním směrem.
- Točice
- Kraborovice
- Borek
- Přísečno: na výjezdu z osady se silnice mírně stačí o něco více k jihu a dále tedy vede přibližně jihojihovýchodním směrem.
- Nová Ves u Chotěboře
- Chotěboř: na příjezdu do města odbočuje východním směrem jedna větev silnice II. třídy II/344 (vedoucí do Libice nad Doubravou, Horníiho Bradla a Nasavrk), v centru města, na ulici Krále Jana se nejprve západním směrem (do ulice Fominova) odpojuje silnice II. třídy II/346 (vedoucí do obce Kámen), po pouhých asi 150 metrech odbočuje jihozápadním směrem (do ulice Havlíčkova) druhá větev silnice II/344 (vedoucí do Havlíčkova Brodu). Po dalších asi 250 metrech ulice Krále Jana končí kruhovým objezdem, z kterého silnice II/345 dále pokračuje přibližně východojihovýchodním směrem, zatímco téměř jižním směrem odbočuje (do ulice Žižkova) silnice II/351 (vedoucí do České Bělé a dále do Přibyslavi, Polné a Třebíče).
- Bílek
- Sobíňov
- Ždírec nad Doubravou: zde silnice II/345 nejprve vede ulicí Chotěbořská, poté se na kruhovém objezdu kříží se silnicí I. třídy I/34 a poté, co vede asi 900 metrů po ulici Ždářská, končí napojením na další silnici I. třidy I/37.

## Vodstvo na trase
Mezi Golčovým Jeníkovem a Vilémovem silnice překračuje jen 3 bezejmenné potoky, ve Vilémově však vede přes Hostačovku. Původní kamenný most se zřítil během rekonstrukce 4. září 2014 a zahynuli při tom 4 lidé, nový most byl otevřen 31. července 2015. V den prvního výročí tragédie (4. září 2015) byl na okraji nového mostu odhalen prostý malý památník, věnovaný obětem zřícení původního mostu.

U Kraborovic silnice překračuje Doubravku (nezaměňovat s řekou Doubravou, která teče jen asi 2 kilometry severněji a místně je také nazývána Doubravka). V osadě Přísečno silnice vede přes Nejepínský potok, v obci Nová Ves u Chotěboře překračuje Novoveský potok (a jen asi 100 metrů od silnice se rozkládá Zámecký rybník). Mezi Novou vsí a Chotěboří silnice vede přes Červený potok, v obci Bílek silnice překračuje řeku Doubravu (u silnice, severovýchodně od řeky začíná Naučná stezka Údolím Doubravy, která zhruba po 500 metrech vstupuje na území přírodní rezervace Údolí Doubravy).

## Fotogalerie

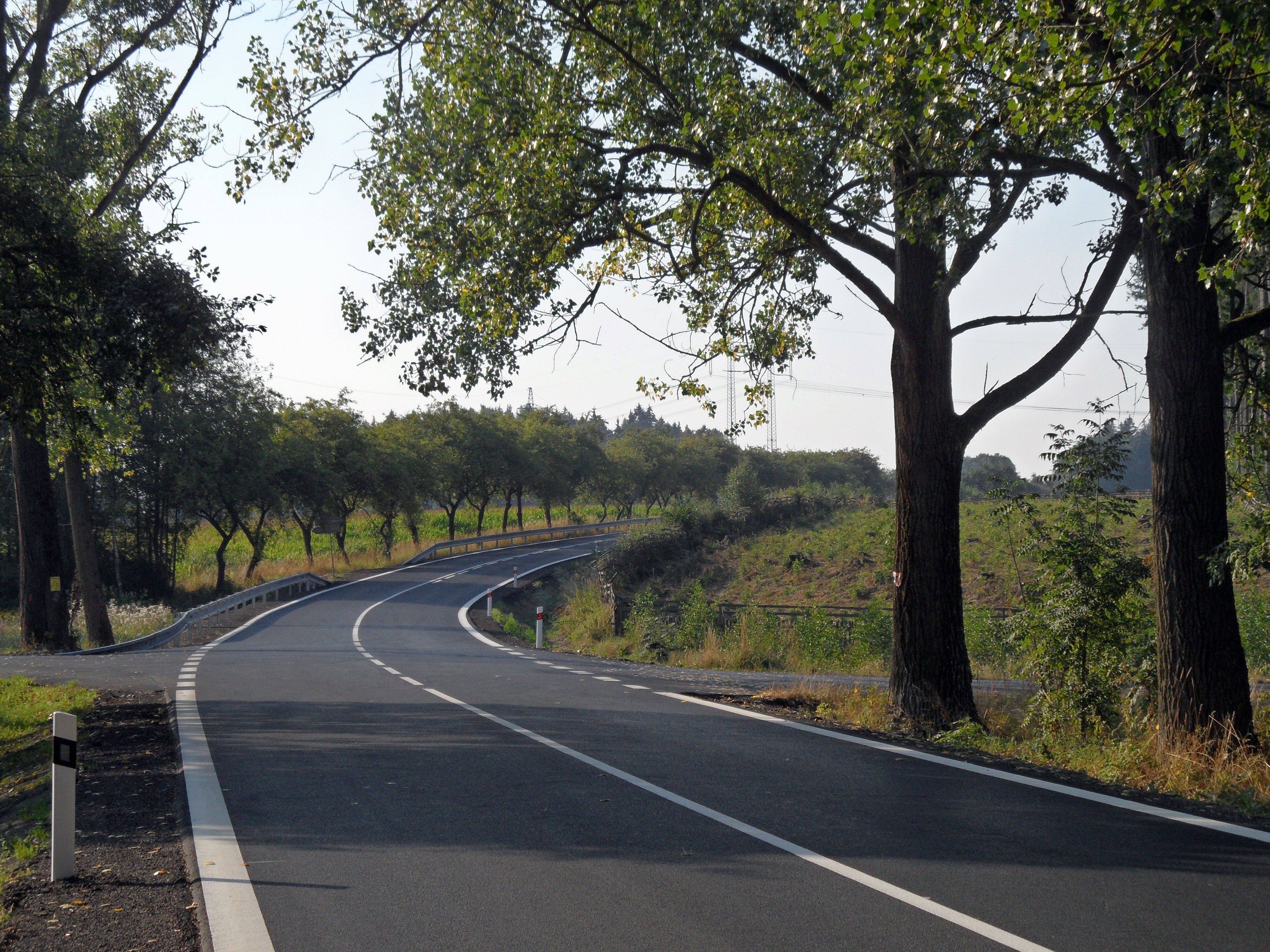
Výjezd z osady Přísečno směr Chotěboř
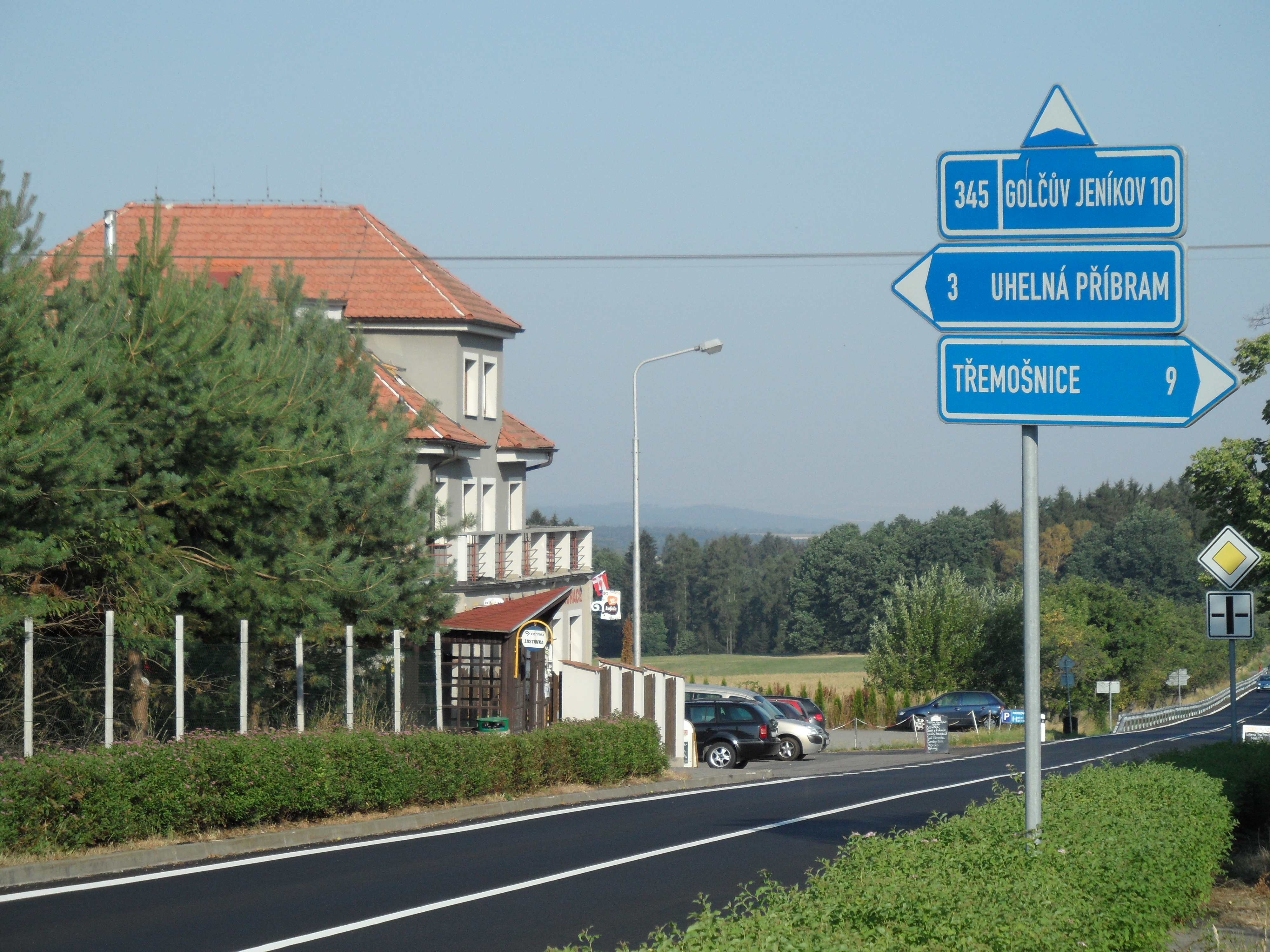
Silnice a odbočky v obci Borek
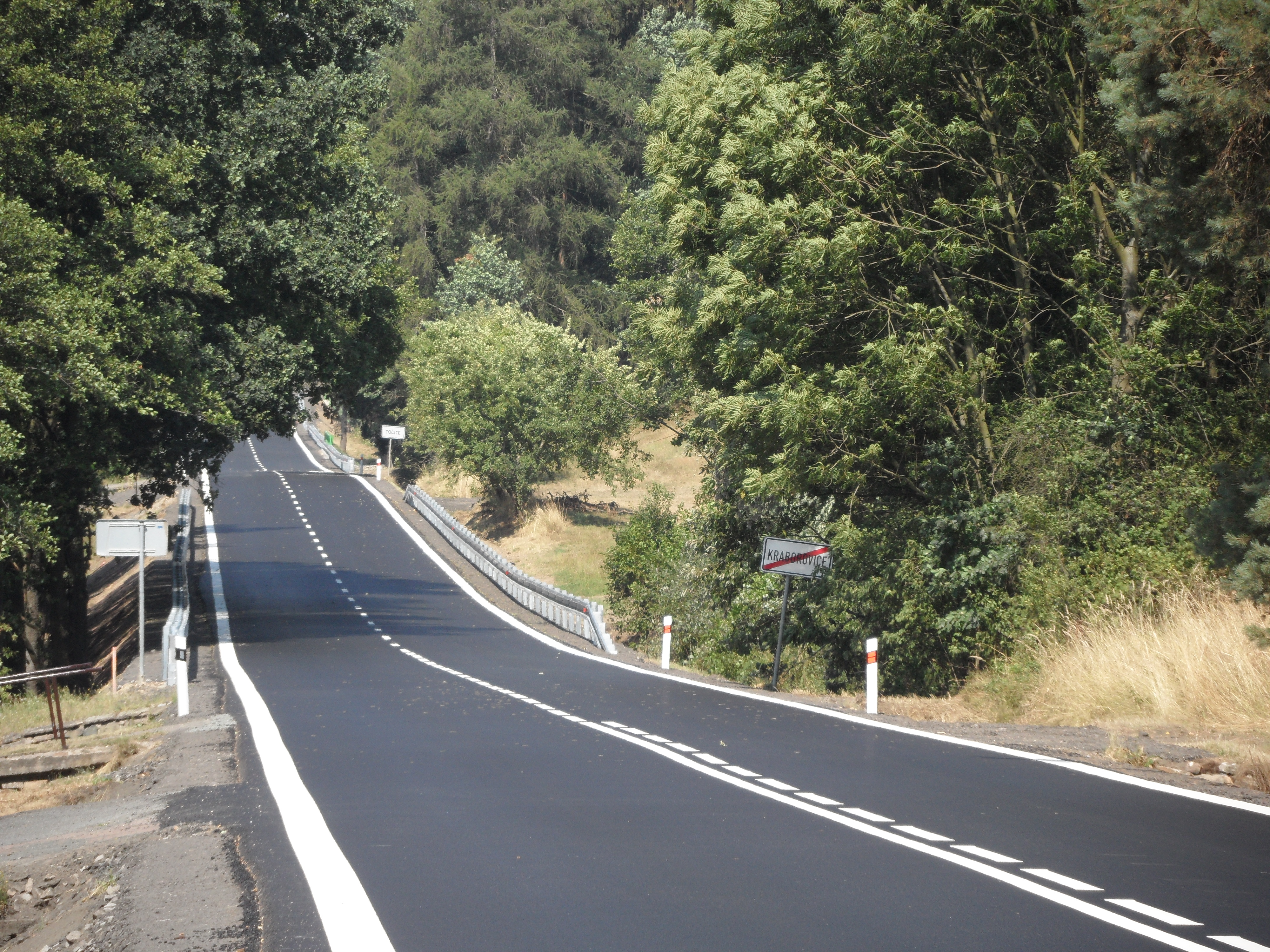
Mezi Kraborovicemi a Točicemi
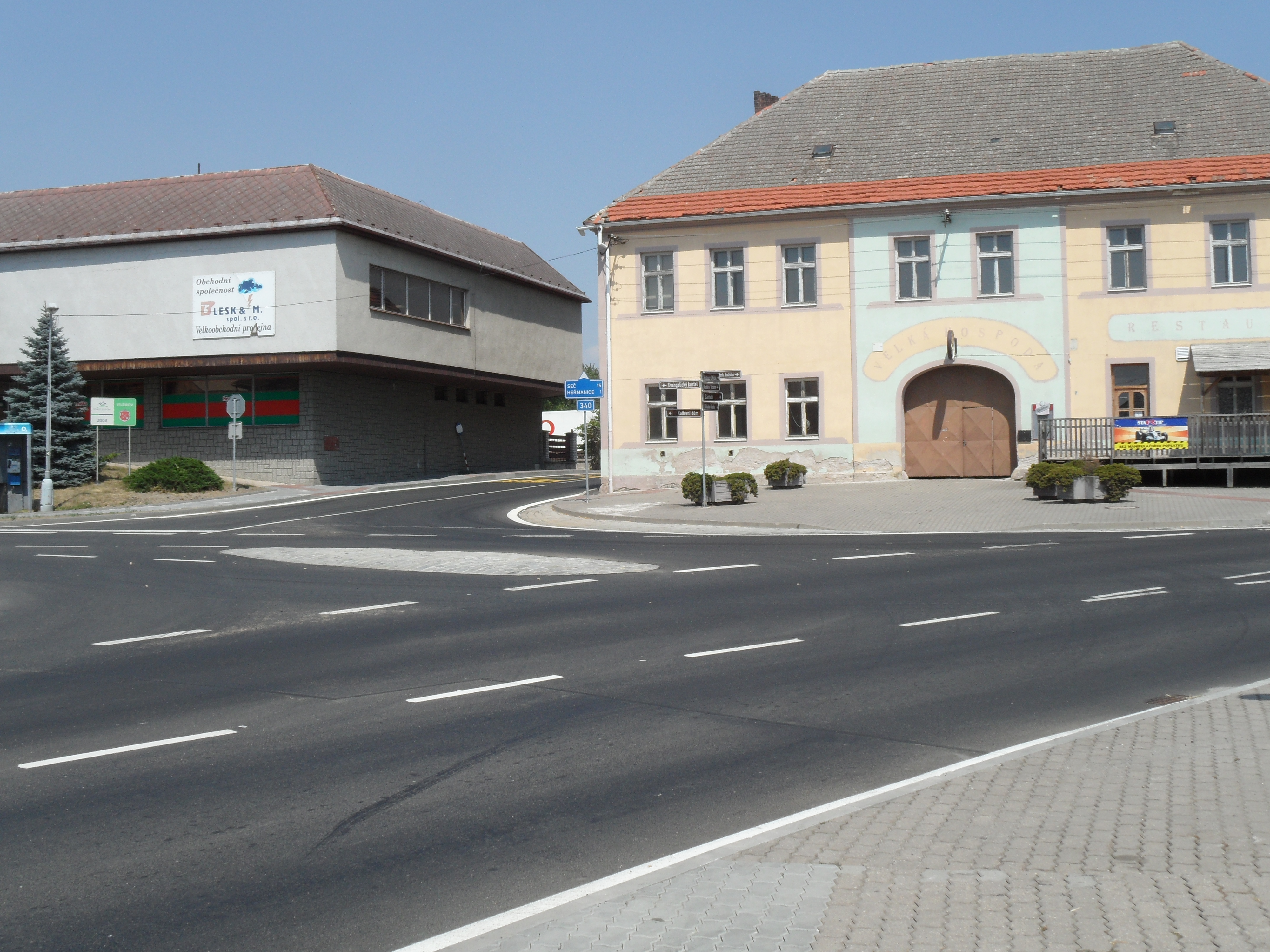
Vilémov: křižovatka a odpojení II/340
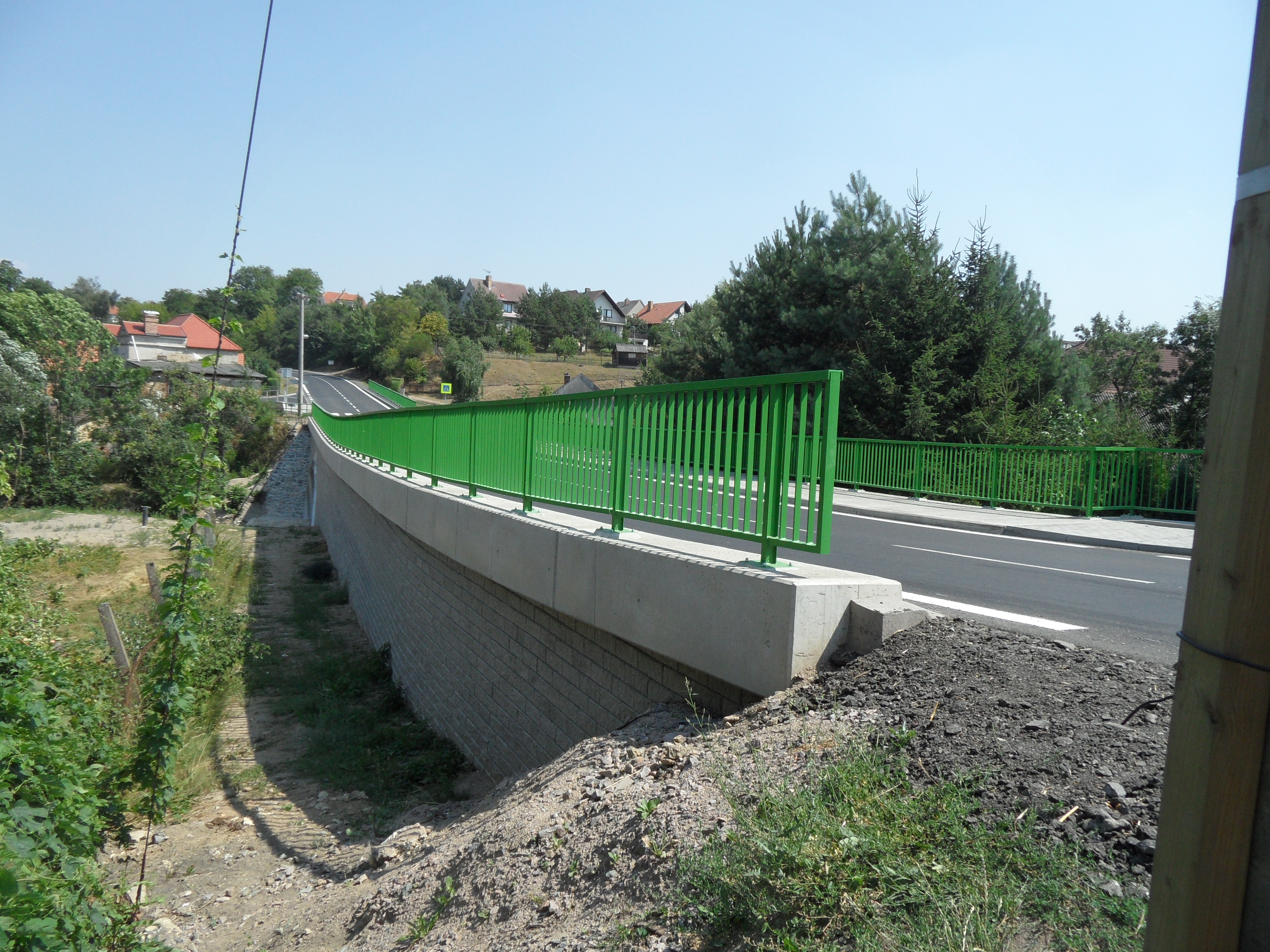
Vilémov: nový most, nahrazující zřícený